# Gaston (auteur de bande dessinée)
Pour les articles homonymes, voir Rémy (homonymie) et Gaston.
Gaston, de son vrai nom Alain Rémy, est un dessinateur de bande dessinée français né au Maroc le 27 décembre 1965. Il a également travaillé dans l'animation, le jeu vidéo et la presse. 

## Biographie
Né au Maroc en 1965, Alain Rémy est le fils du chanteur Jean-Claude Rémy et le filleul de Pierre Perret.
Après plusieurs années dans le dessin de presse (Midi libre, La Gazette de Montpellier, Marianne) et le dessin animé (Walt Disney, Ellipse, Saban, France Animation), en tant que storyboarder, lay-out man, décorateur, Alain Rémy se tourne vers la bande dessinée . Il a travaillé pour les éditions Vents d'Ouest, Albin Michel, Soleil, Orphie, Jungle et La Boîte à bulles en tant que scénariste et dessinateur .
Gaston a aussi collaboré à l'émission Ça se discute avec Jean-Luc Delarue en tant que dessinateur de presse en plateau. Il a accompagné la Caravane des quartiers, festival de musique itinérant où il a travaillé avec Manu Chao en Irlande, à Barcelone, en Belgique, etc. Il a dessiné sur écran géant, lors de certains concerts, notamment à Millau avec José Bové et au festival Anymal avec Rémi Gaillard.
Il a écrit des carnets de voyages (Balades en Guyane, Réunion, Amazonie, Mayotte, Marseille),, tout en continuant son travail de dessinateur-auteur de bande dessinée en métropole. 
Il a été également script writer (scénariste dialoguiste) pour Ubisoft, studio de production de jeux vidéo, avec lequel il coopère principalement sur le projet The Lapins Crétins : La Grosse aventure (Rabbids Go Home). En 2011, il achève Les Aventures de Tintin tiré du film de Steven Spielberg, toujours en tant que script writer et directeur d'acteurs. Il a travaillé dans la branche marketing d'Ubisoft, notamment sur les Lapins Crétins, et sur le développement de jeux sur téléphones mobiles. En 2012, il est licencié par le studio pour avoir caricaturé ses employeurs, qui y voient une « faute grave » : le dessinateur les attaque devant le conseil de prud'hommes pour licenciement abusif et obtient gain de cause.

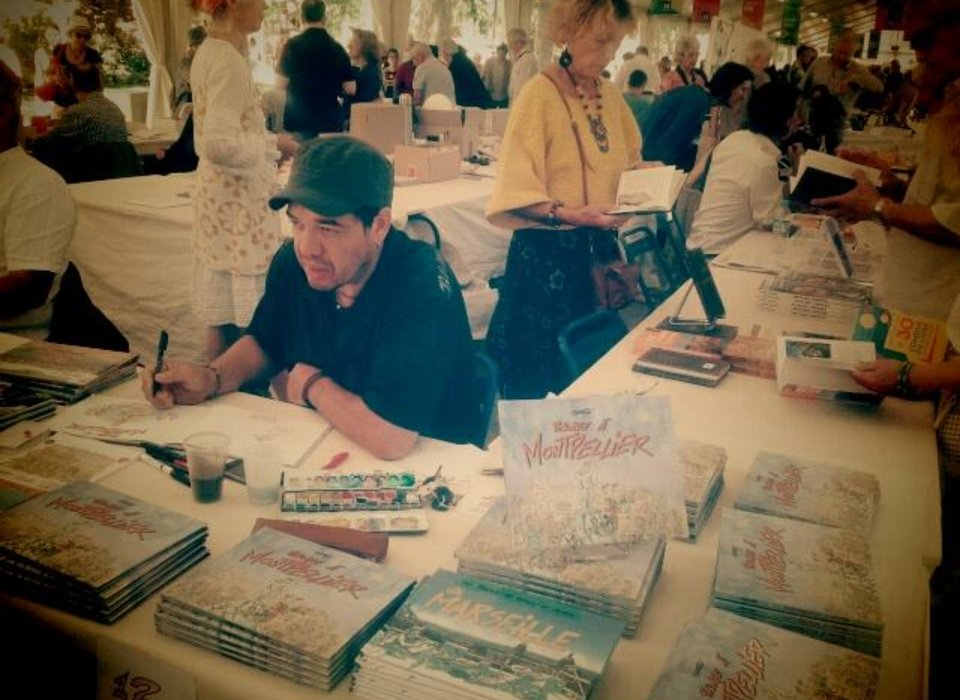
Gaston en dédicace à la Comédie du Livre.

En 2016, Gaston crée, produit par les éditions Steinkis, le journal satirique de droite Sarko Hebdo, dont il est le rédacteur en chef, en compagnie des dessinateurs Trondheim, Aurel, Fabcaro, Man, Jim, Lecointre, Alteau,,.
Il continue son travail d'auteur de BD, sous forme de carnets de voyage ou de romans graphiques.
Toujours en 2016, il devient co-directeur pédagogique de l'école d'Art numérique e-artsup à Montpellier, où il gère une équipe d'enseignants en jeu vidéo et en animation
Il sort en 2020 l'album Sur la vie de ma mère, biographie familiale aux éditions de La Boîte à bulles, ; puis avec Clément Xavier et Lisa Lugrin, en 2021 et 2022, il réalise en deux tomes l'adaptation du roman de Gérard Noiriel Une histoire populaire de la France aux éditions Delcourt. En 2023 sortent simultanément le second volet de sa saga familiale Sur la tête de mon père ainsi que la biographie du chanteur Renaud, Renaud : né sous le signe de l'Hexagone... À la suite de cet album, Gaston suivra le chanteur lors de sa tournée « Dans mes cordes » et en sortira un reportage en BD sur la tournée de l'artiste intitulé "Renaud derrière le rideau", qui sera un document unique sur l'ultime tournée du chanteur..

## Publications

### Carnets de voyages
- Balade en Guyane, éd. Orphie
- Balade au Bagne, éd Orphie
- Balade en Martinique, éd. Orphie
- Balade à la Réunion, éd. Orphie
- Via Marseille, éd. Orphie
- L'Amazonie, éd. Orphie
- Chez nous… à Palavas, éd. Orphie
- Balade à Mayotte, éd. Orphie
- Balade à Madagascar, éd. Orphie
- Balade à Montpellier, éd. Orphie[15]
- Requin Lé la ! éd. Orphie
- Liberté, égalité, laïcité, éd. Orphie
- Balade aux îles d'or (préface de Yann Arthus-Bertrand), éd. Turtle Prod

### Bandes dessinées
Renaud : derrière le rideau . ed. Rouquemoute
De la Mano à Manu CHAO. Ed Idées Plus
- Renaud : né sous le signe de l'Hexagone. ed. Delcourt
- Au pays de Boby Lapointe, ed. idées Plus
- Sur la tête de mon père, La Boîte à bulles[12]
- Une histoire populaire de la France (deux tomes), éd. Delcourt d'après Gerard Noiriel avec Clément Xavier et Lisa Lugrin
- Sur la vie de ma mère, La Boîte à bulles[12]
- C’est l'an 2000, éd. Albin Michel
- C’est ça l'amour, éd. Albin Michel
- Et vogue la galère, éd. Albin Michel
- Le P’tit Chirac (avec Alteau et Jim), éd. Jungle
- Le P’tit Sarko tomes 1 et 2 (avec Alteau et Jim), éd. Jungle
- Statistiques sans pitié, éd. Vents d'Ouest
- Premières Dents, éd. Houba Gora
- Tsanga et la grosse pierre (avec Jean-Claude Rémy), éd. Orphie
- T’as vu ta tronche (avec Jim), éd. Vents d'Ouest
- On éteint la lumière on se dit tout (avec Jim), éd. Vents d'Ouest
- Taxi and Cie (avec Amador), éd. Jungle
- Ma p’tite déprime et moi (avec Jim), éd. Vents d'Ouest
- Les p’tites filles sont des princesses (avec Jim et Curd Ridel), éd. Soleil
- Gamer’z (avec Baf), éd. Jungle
- Mon frère ce boulet (avec Curd Ridel), éd. Jungle
- Sarko Hebdo (avec Lewis Trondheim, Aurel, Fabcaro, Man, Jim, Lecointre, Alteau),  journal satirique trimestriel, éd. Steinkis[8],[9],[10]

## Autres travaux

### Animation
- Série d'animation Les Aventures de Tintin, en tant que lay-out man, avec le studio Ellipse ;
- Long métrage La Bande à Picsou, le film : Le Trésor de la lampe perdue, en tant qu’intervalliste, Walt Disney Studios ;
- Série d'animation Creepy Crawlers, en tant que décorateur couleur, avec le studio Alban International ;
- Série d'animation Clyde, en tant que lay-out man, avec le studio France Animation.

### Jeu vidéo/3D
- Jeu Les Lapins crétins, en tant que script writer (scénariste/dialoguiste) chez Ubisoft, puis au marketing ;
- Jeu Tintin et le secret de La Licorne, tiré du film de Steven Spielberg, en tant que script writer et directeur d'acteurs ;
- Jeu sur tablette et smartphone : La Faille, jeu-découverte de réflexion sur la cathédrale Saint-Pierre de Montpellier[16],[17].